# Charmante Famille
Pour plus de détails, voir Fiche technique et Distribution.
Charmante Famille (Danger – Love at Work) est un film américain en noir et blanc réalisé par Otto Preminger, sorti en 1937.

## Synopsis
Afin de vendre une propriété, le jeune avocat Henry MacMorrow doit recueillir les signatures de tous les membres de l'excentrique famille Pemberton. C'est ainsi qu'il rencontre la jeune femme Toni Pemberton et son frère. Leur rencontre est difficile mais Toni commence bientôt tomber amoureuse du jeune avocat.

## Fiche technique
- Titre : Charmante Famille
- Titre original : Danger – Love at Work
- Réalisation : Otto Preminger
- Scénario : James Edward Grant, Ben Markson
- Producteur : Harold Wilson
- Société de production et de distribution : 20th Century Fox
- Musique : Cyril J. Mockridge
- Photographie : Virgil Miller
- Montage : Jack Murray
- Pays d'origine : États-Unis
- Langue : anglais
- Format : noir et blanc – 35 mm – 1.37:1 – son mono (Western Electric Mirrophonic Recording)
- Genre : comédie
- Durée : 84 min
- Dates de sortie : 
  -  États-Unis : 30 septembre 1937
  -  France : 8 septembre 1937

## Distribution
- Ann Sothern : Toni Pemberton
- Jack Haley : Henry MacMorrow
- Edward Everett Horton : Howard Rogers
- Mary Boland : Alice Pemberton
- John Carradine : Herbert Pemberton
- Walter Catlett : oncle Alan
- Benny Bartlett : Junior Pemberton
- Maurice Cass : oncle Goliath
- Charles Coleman : le valet de Henry
- Margaret Seddon : tante Pitty
- Margaret McWade : tante Patty